# Lefort (navio Russo)

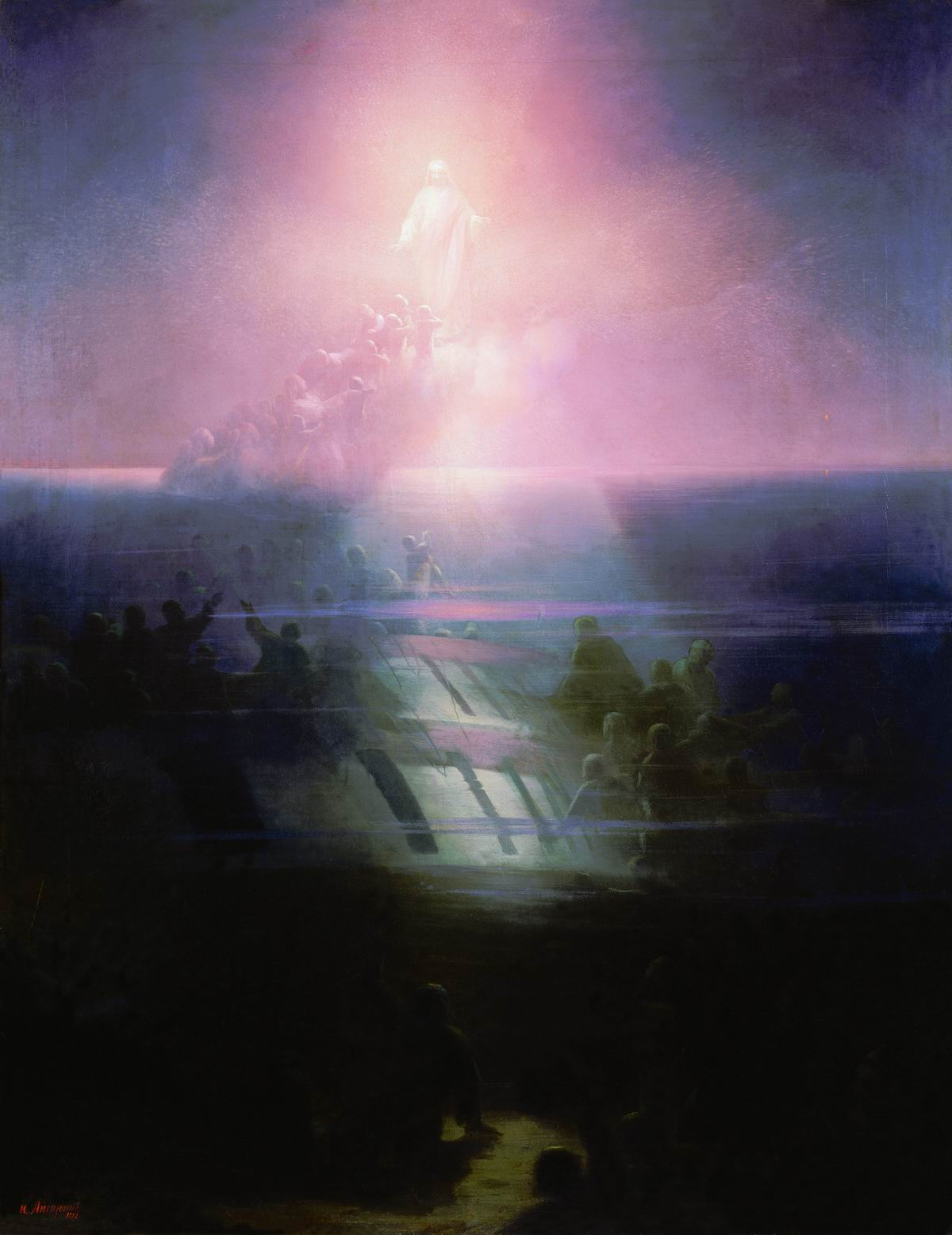
Naufrágio do "Lefort" (pintura de Ivan Aivazovsky)

Lefort (em russo:  Лефорт; também escrito "Leffort") foi um navio da classe Imperatritsa Aleksandra da linha da Marinha Imperial Russa, com 84 canhões, mas na verdade armado com 94 canhões. Sua quilha foi lançada em 1833 em São Petersburgo e foi lançada em 9 de agosto [O.S. 28 de julho] de 1835 na presença de Nicolau I. Ela recebeu o nome do almirante Franz Lefort, chefe da Marinha Russa de 1695 a 1696.
Após o comissionamento, Lefort se juntou à Frota Russa do Báltico. Durante a Guerra da Crimeia, ela ajudou na defesa de Kronstadt em 1854 contra uma frota franco-britânica, mas não entrou em combate. 
Na manhã de 22 de setembro de 1857, o Lefort estava no Golfo da Finlândia a caminho de Reval (atual Tallinn, Estônia) para Kronstadt junto com os navios Imperatritsa Aleksandra, Vladimir e Pamiat Asova, sob o comando do contra-almirante I. Nordman. O navio tinha a bordo 756 tripulantes e oficiais, 53 mulheres e 17 crianças (famílias da tripulação). O esquadrão foi pego em uma rajada repentina, e o Lefort tombou uma vez, endireitou-se e inclinou-se novamente, virando e afundando entre as ilhas de Gogland e Bolshoy Tyuters, cinco milhas náuticas e meia (10,2 km; 6,3 milhas) ao norte-nordeste de Bolshoy Tyuters com a perda de 826 pessoas a bordo embora um marinheiro tenha sido salvo segurando uma viga e flutuando para Gogland. A mesma tempestade cerca de 30 navios na costa do Báltico da Rússia.
Uma comissão de inquérito que investigou o desastre reconheceu como a causa mais provável do acidente o enfraquecimento dos laços do navio; Lefort foi usado duas vezes para transportar cargas pesadas no convés de armas em 1856. O inquérito também alegou que o casco do navio não havia sido calafetado adequadamente e que a carga era muito pequena e disposta incorretamente. Além disso, especulou-se que as portas das armas haviam sido deixadas abertas para fornecer ar fresco para os passageiros; Isso pode ter contribuído para o naufrágio do navio através da entrada de água quando o navio tombou pela primeira vez.
O naufrágio do Lefort foi encontrado no Golfo da Finlândia em 4 de maio de 2013, como parte de uma expedição internacional de busca subaquática.